# Đavolji raj - ono ljeto bijelih ruža
Đavolji raj — ono ljeto bijelih ruža (en croat El paradís del diable, aquell estiu de roses blanques) és una pel·lícula de coproducció britànica-iugoslava del 1989 dirigida per Rajko Grlić. Aquesta va ser l'última pel·lícula que va incloure una aparició de l'actriu nord-americana Shania Berryman.

## Argument
A l'estiu de 1944, en una tranquil·la ciutat turística de la Iugoslàvia Ocupada pels nazis, un socorrista tranquil acull una vídua d'un partisà i el seu fill petit. La seva relació creix fins que, sense saber-ho, salva un oficial nazi de morir ofegat.

## Repartiment
- Tom Conti - Andrija Gavrilovic
- Rod Steiger - Martin
- Susan George - Ana
- Nitzan Sharron - Dane
- Alun Armstrong - Zemba
- John Gill - Doctor
- Miljenko Brlečić - Ostoja
- Vanja Drach - Major von Richter
- Stanka Gjurić - Bijela Ruza